# Planet Earth (Album)
Planet Earth (englisch für „Planet Erde“) ist das 32. Studioalbum des US-amerikanischen Musikers Prince. Er nahm es mit seiner Begleitband The New Power Generation auf und wurde erstmals am 15. Juli 2007 als CD-Beigabe von der britischen Sonntagszeitung The Mail on Sunday veröffentlicht, mit der er einen eigenen Vertrag abgeschlossen hatte. Sony BMG Music England betrachtete dieses als Affront und brachte daraufhin das Album in Großbritannien nicht heraus. Am 24. Juli 2007 erschien Planet Earth dann weltweit, außer in Großbritannien, bei dem Label Columbia Records / NPG Records.
Die Musik zählt zu den Genres Contemporary R&B, Funk, Pop und Rock, als Gäste wirken Bria Valente, Christian Scott, Lisa Coleman, Maceo Parker, Sheila E. und Wendy Melvoin mit. Musikkritiker bewerteten Planet Earth überwiegend positiv und der Song Future Baby Mama erhielt einen Grammy Award. Aus kommerzieller Sicht konnte das Album Goldstatus in der Schweiz erreichen.
Die Tournee zum Album war kommerziell sehr erfolgreich; die Konzertreihe mit Namen „21 Nights in London: The Earth Tour“ spielte Prince ausschließlich in der The O2 Arena in London und umfasste 21 Konzerte, die alle ausverkauft waren, womit er einen bis heute (2025) gültigen Rekord an ausverkauften Konzerten in dieser Arena aufstellte. Insgesamt nahm die Tournee 22 Millionen US-Dollar ein.

## Entstehung
Ähnlich wie bei dem Vorgängeralbum 3121 (2006) ist über die Entstehung von Planet Earth öffentlich wenig bekannt geworden. Alle Songs spielte Prince entweder in seinem Paisley Park Studio in Chanhassen in Minnesota oder im 3121 at The Rio in Las Vegas in Nevada ein, wo er vom 11. November 2006 bis zum 29. April 2007 eine Konzertreihe von 40 Auftritten absolvierte.
Bereits am 19. November 2004 nahm Prince im Paisley Park Studio mit dem Titelsong und Guitar die ersten beiden Songs auf, die er auf Planet Earth platzierte. Im Jahr 2006 spielte er im Paisley Park Studio am 4. April Resolution ein sowie am 4. September Lion of Judah und The One U Wanna C, wobei das Duo Lisa Coleman und Wendy Melvoin, Mitglied seiner ehemaligen Begleitband The Revolution, bei The One U Wanna C mitwirkt. Das genaue Aufnahmedatum der drei Songs All the Midnights in the World, Chelsea Rodgers und Future Baby Mama ist nicht bekannt, aber Prince spielte sie vermutlich Ende 2006 oder Anfang 2007 ein, zudem überarbeitete er Guitar.
Erst nach seinem Liveauftritt in der Halbzeitpause des Super Bowl XLI in Miami in Florida am 4. Februar 2007 beschäftigte sich Prince mit weiteren Aufnahmen zum Album. Im März überarbeitete er vermutlich im 3121 at The Rio das Titelstück, Lion of Judah und The One U Wanna C. Zudem nahm er die beiden Stücke Mr. Goodnight und Somewhere Here on Earth auf, später überarbeitete er auch noch Resolution.

## Vertrag mitThe Mail on Sunday
Ursprünglich sollte Planet Earth in Großbritannien am 16. Juli 2007 über das Musiklabel Sony Music Entertainment erscheinen. Doch Anfang Juli 2007 kündigte Stephen Miron, damaliger Chief Executive Officer von der britischen Sonntagszeitung The Mail on Sunday, an, das Album als CD-Beigabe bereits am 15. Juli 2007 zu verkaufen. Prince hatte einen eigenen Vertrag mit der Zeitung abgeschlossen, ohne die Führungsetage von Sony darüber zu informieren. Ein Pressesprecher des Major-Labels sagte damals: „Wir wussten von dem Mail-on-Sunday-Vertrag nichts. Das kam erst vor ein paar Tagen ans Tageslicht.“ Prince bezeichnete die Marketingstrategie als „Direktvertrieb“ und sah darin einen Ausweg von dem „Spekulationsgeschäft der Schallplattenindustrie“.
Sony BMG Music England war über Prince’ Entscheidung verärgert und beschloss, Planet Earth in Großbritannien nicht zu veröffentlichen. „Es war absurd, einen britischen Vertrag zu haben, wenn zwei Millionen CDs kostenlos mit Zeitungen rausgehen“, sagte ein Pressesprecher. Das Major-Label hob jedoch hervor, Prince’ Vertrag mit The Mail on Sunday ändere nichts an der Tatsache, dass Sony weiterhin „begeistert“ sei, mit ihm „weiterzuarbeiten“. Dennoch beendete das Label kurze Zeit später die Zusammenarbeit mit ihm. Der Mail-on-Sunday-Vertrag galt nur für Großbritannien, die weltweite Vermarktung von Planet Earth war davon nicht betroffen.
Britische Schallplattenläden waren über Prince’ Vertrag mit der The Mail on Sunday ebenfalls nicht begeistert, da sie Planet Earth nicht verkaufen konnten und somit auf Einnahmen verzichten mussten. Die überregionale US-Tageszeitung The New York Times meinte aber, Prince’ Vertragsabschluss zeige, dass „er über das Geschäftsleben anders denkt.“ Die beiden größten britischen Einzelhandelsketten HMV und Virgin Megastore gerieten wegen Planet Earth in einen Streit; HMV beschloss, The Mail on Sunday mit der CD-Beigabe im sonstigen Sortiment des Konzerns zu verkaufen, obwohl HMV im Vorfeld Prince’ Vertragsabschluss kritisiert hatte. Simon Douglas, damaliger Chef von Virgin Megastore, war über die Entscheidung von HMV „fassungslos“ und sagte: „Vor nur einer Woche waren sie [HMV] über den Schaden so verärgert, den es verursachen wird.“
Das US-Magazin Billboard analysierte Prince’ Vertragsabschluss folgendermaßen: „Einzelhändler glauben, dass er bei ihnen in der Schuld steht, weil sie ihn in seinen Anfangsjahren unterstützt haben. Aber wahrscheinlich glaubt Prince, dass er sie längst ausgezahlt hat, indem er ihnen Multi-Platin-Verkäufe während seiner Karriere zur Verfügung stellte.“ Paul Quirk, damaliger Vorsitzender vom Unterhaltungs-Einzelhändler-Verband Entertainment Retailers Association, meinte, Prince laufe Gefahr, vom einstigen „The Artist Formerly Known as Prince“ („Der früher als Prince bekannte Künstler“) zum „The Artist Formerly Known as Available in Record Stores“ („Der früher als der Verfügbare in Schallplattenläden bekannte Künstler“) zu werden.
The Mail on Sunday hatte am 15. Juli 2007 – wie üblich – eine Auflage von 2,3 Millionen sowie eine Extraauflage von 600.000 Exemplaren. Die Sonntagszeitung kostete umgerechnet damals 2,18 Euro und Prince bekam für den abgeschlossenen Vertrag 362.619 Euro, was damals 500.000 US-Dollar entsprach. Zudem erhielt er sämtliche Royaltys von jeder verkauften CD. The Mail on Sunday konnte am 15. Juli 2007 die meisten Exemplare seit dem Tod von Lady Diana im August 1997 absetzen und Prince sagte in einem späteren Interview, er habe „über Nacht“ drei Millionen CDs verkaufen können, was „ein gutes, klares Geschäft“ gewesen sei.

## Gestaltung des Covers
Für die Covergestaltung war Artdirector Sam Jennings zuständig, die Fotos machte Afshin Shahidi. Jennings arbeitete von 1998 bis 2007 mit Prince zusammen und war anfangs als Webmaster für dessen Websites verantwortlich, später dann auch als Artdirector für Schallplattencover wie beispielsweise Xpectation (2003), Musicology (2004) und 3121 (2006). Shahidi war in den Jahren 2002 bis 2007 als Prince-Fotograf tätig.
Die CD ist in einem Digipak integriert, ein Booklet existiert nicht und die Tracklist ist nicht abgedruckt. Das Albumcover ist farblich größtenteils in Rottönen gehalten und zeigt auf der Vorderseite ein Linsenrasterbild von Prince, auf dem er sich langsam zu bewegen scheint. Je nach Blickwinkel ist entweder er selbst zu sehen, wie er sich über eine Erdkugel beugt und Planeten um ihn herum kreisen, oder es erscheint sein unaussprechbares Symbol, das er von 1993 bis 2000 als Pseudonym trug.
Das Cover der CD-Beigabe von The Mail on Sunday sowie der Beilage zum Konzertticket enthält das Linsenrasterbild nicht, sondern besteht aus Pappe. Dort ist nur das Bild zu sehen, wie sich Prince über die Erdkugel beugt und von umherkreisenden Planeten umgeben ist. Eine Tracklist ist ebenfalls nicht abgedruckt.
Sam Jennings sagte nach Prince’ Tod im Jahr 2016, im Vergleich zum Vorgängeralbum 3121 sei die Covergestaltung bei Planet Earth „ein bisschen schneller“ gegangen. „Die Texte wurden nicht abgedruckt und er kontrollierte das Artwork nicht so streng wie sonst. Er stellte sich es so vor: ‘Ich stehe auf der Erde, um mich herum sind ein paar Planeten.’ So einfach war das.“

## Musik und Liedtexte
Die Musik zählt zu den Genres Contemporary R&B, Funk, Pop und Rock. Prince’ Stimme ist auf dem Album in verschiedenen Tonlagen zu hören, unter anderem in dem für ihn typischen Falsettgesang.
Im Titelstück beschäftigt sich Prince im Liedtext mit dem Thema Globale Erwärmung. Der nächste Song Guitar ist aus dem Genre Rockmusik und erinnert zuweilen an das Stück I Will Follow (1980) von U2. Der Liedtext ist von Prince zuweilen augenzwinkernd zu interpretieren; beispielsweise singt er „Ich liebe dich, Baby, aber nicht, wie ich meine Gitarre liebe“. Somewhere Here on Earth ist eine Jazz angehauchte Crooning-Ballade und der Grammy-gekrönte Song Future Baby Mama stammt aus dem Bereich Smooth Jazz. Im Liedtext befasst sich Prince mit der Liebe zu einer neuen Partnerin.
Der Liedtext von dem sanft wirkenden R&B-Song Mr. Goodnight nimmt unter anderem Bezug auf den Film Chocolat – Ein kleiner Biss genügt (2000), in dem Johnny Depp mitspielte. Das aus dem Bereich Pop stammende All the Midnights in the World ist erneut ein Song, in dem sich Prince mit dem Thema Liebe beschäftigt. Chelsea Rodgers ist dem Musikgenre Disco zuzuschreiben und das gleichnamige imaginäre Model inspirierte ihn zum Liedtext. Ferner nimmt Prince Bezug auf Jimi Hendrix. Im Songtext von Lion of Judah fragt sich Prince, ob sein Verfallsdatum bereits überschritten sei und im Liedtext von Resolution ist er darüber verbittert, dass nicht alle Menschen Frieden wollen.

## Titelliste und Veröffentlichungen
| 1                            | Planet Earth                   | 5:51 |
| 2                            | Guitar                         | 3:45 |
| 3                            | Somewhere Here on Earth        | 5:45 |
| 4                            | The One U Wanna C              | 4:29 |
| 5                            | Future Baby Mama               | 4:47 |
| 6                            | Mr. Goodnight                  | 4:25 |
| 7                            | All the Midnights in the World | 2:21 |
| 8                            | Chelsea Rodgers                | 5:41 |
| 9                            | Lion of Judah                  | 4:10 |
| 10                           | Resolution                     | 3:40 |
| Spieldauer: 45:00 min.       |                                |      |
| Autor aller Songs ist Prince |                                |      |

Planet Earth wurde erstmals am 15. Juli 2007 als CD-Beigabe der britischen Sonntagsausgabe von The Mail on Sunday veröffentlicht. Am 24. Juli 2007 folgte dann weltweit die Veröffentlichung auf herkömmlicher CD, später auch als Download. Im CD-Text von einigen Alben ist der letzte Song Resolution fälschlicherweise als Revelation einprogrammiert worden; da keine Tracklist abgedruckt ist, wird das Stück oftmals mit dem falschen Songtitel angegeben.
Am 8. Februar 2019 brachte The Prince Estate („Der Prince-Nachlass“) über das Musiklabel Legacy Recording, das zu Sony Music Entertainment gehört, das Album erstmals auf LP heraus, die als Doppelalbum in lilafarbenem Vinyl erschien.

### Singles
Von dem Album wurde mit Guitar nur eine Single ausgekoppelt, die am 31. Mai 2007 über Verizon Wireless als kostenloser Download heruntergeladen werden konnte, wobei sich diese Version von der Albumversion dezent unterscheidet. Am 9. Juli 2007 erschien Guitar mit der B-Seite Somewhere Here on Earth auch als CD-Single, die allerdings nicht weltweit veröffentlicht wurde. Beide Versionen sind identisch mit der jeweiligen Albumversion.
Ferner sind drei Promo-Singles von Planet Earth ausgekoppelt worden. Am 6. August 2007 erschien in den USA Chelsea Rodgers sowohl als CD-Single als auch auf 12″-Maxi-Single, Mr. Goodnight dient als B-Seite. Ende 2007 wurden zwei weitere Songs auf Promo-CD veröffentlicht; während in Frankreich Future Baby Mama erschien, wurde in Dänemark und in den Niederlanden The One U Wanna C herausgebracht. Beide Songs sind nur als 1-Track-CD-Single erhältlich und alle Promo-Singles sind mit der jeweiligen Albumversion identisch.

### Musikvideos

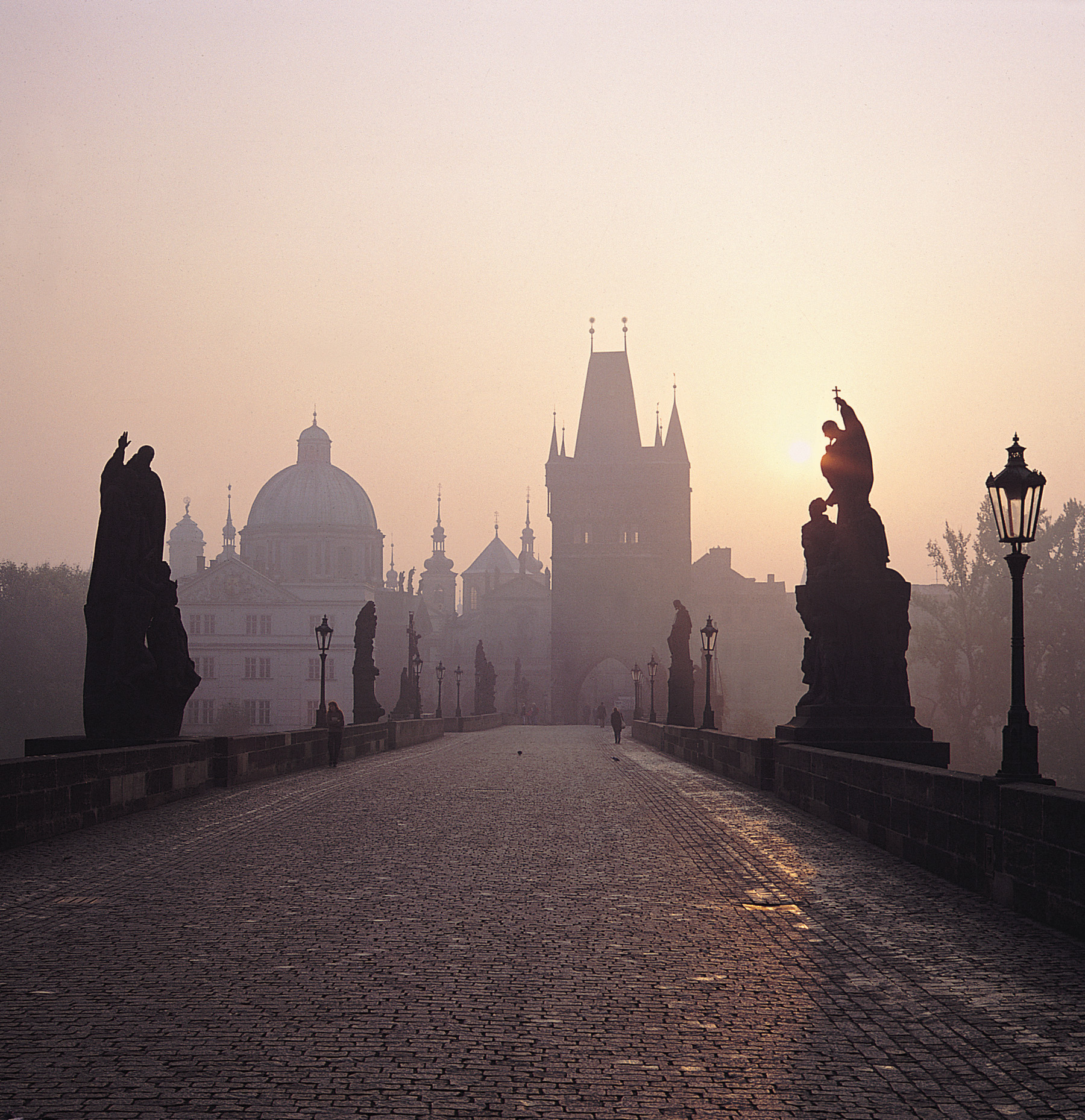
Die Karlsbrücke ist im Musikvideo Somewhere Here on Earth zu sehen

Prince produzierte mit Chelsea Rodgers, Guitar, Somewhere Here on Earth und The One U Wanna C insgesamt sechs Musikvideos zu Songs vom Album Planet Earth, wobei zu Guitar und The One U Wanna C jeweils zwei unterschiedliche Videos existieren.
Vermutlich im Mai 2007 wurde das erste Musikvideo zu Guitar im Studio Instrument Rentals (kurz: S.I.R) in Los Angeles in Kalifornien aufgenommen. Das lediglich 1:21 Minuten lange Video diente als Werbespot für Verizon Wireless; mit diesem Mobilfunkbetreiber hatte Prince im 2007 einen Vertrag abgeschlossen. Er singt den Song und spielt dazu auf einer lilafarbenen Gitarre, die die Form seines unaussprechbaren Symbols besitzt. Seine Begleitsängerinnen und Tänzerinnen The Twinz tanzen zu dem Stück, Regisseur war der Argentinier Milos Twilight. Das zweite Musikvideo zu Guitar wurde ein Jahr später am 24. April 2008 gedreht. In diesem Video ist Prince erneut mit den Zwillingen The Twinz zu sehen sowie mit den damaligen Mitgliedern von seiner Begleitband The New Power Generation. Gemeinsam spielen sie den Song in einem Studio, wobei Prince diesmal die lilafarbene Gitarre nicht verwendet. Regisseurin war Sanaa Hamri (* 1977), mit der er erstmals im Jahr 2004 zusammenarbeitete. Prince veröffentlichte das Musikvideo aber erst am 8. April 2013 über seine damalige Website, als er in dieser Zeit mit seiner neuen Begleitband 3rdEyeGirl auf Tournee war. Warum er das Video erst fünf Jahre nach Fertigstellung herausbrachte, hatte er öffentlich nie erklärt.

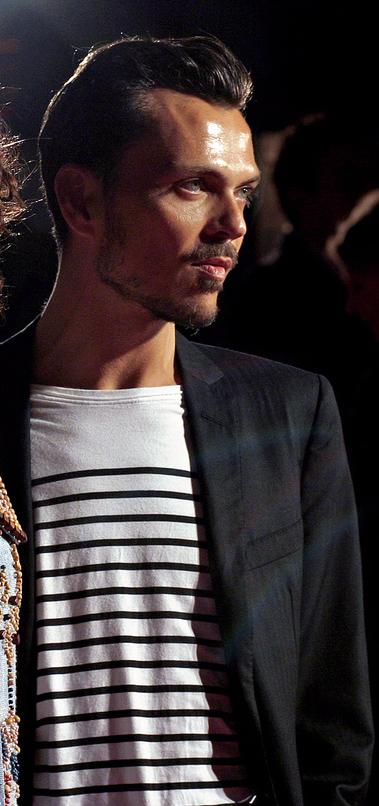
Der Modedesigner Matthew Williamson, 2007

Während seiner Konzertreihe in London reiste Prince mit der Fotografin Randee St. Nicholas Anfang September 2007 nach Prag, um mit ihr ein Musikvideo zu Somewhere Here on Earth zu drehen. Der erste Drehtag war am 3. September und begann nachts 02:45 Uhr, der zweite und letzte endete am Folgetag gegen drei Uhr nachts. Prince schlendert unter anderem die Karlsbrücke entlang und geht schließlich in sein Schlafzimmer, das sich im Palais Schwarzenberg befindet. Er muss permanent an eine Frau denken, die von Manuela Arcuri gespielt wird. Regisseur war Phil Griffin, das Drehbuch stammte von Milos Twilight.
Am 19. September 2007 produzierte Prince ein Musikvideo zu Chelsea Rodgers am Eaton Square in London. An diesem Tag war er als Gast bei der Modenschau des britischen Modedesigners Matthew Williamson eingeladen und sitzt in der ersten Zuschauerreihe. Auf einmal kommen The Twinz auf den Laufsteg und tanzen zu dem Song Chelsea Rodgers, der von The New Power Generation gespielt wird, die ebenfalls auf den Laufsteg kommen. Prince hat ein Mikrofon in der Hand und singt von seinem Sitzplatz aus. Inmitten des Songs steht er auf und schlendert zum Anfang des Laufstegs, wo sich seine Begleitband befindet. Gemeinsam spielen sie Chelsea Rodgers zu Ende und Prince nimmt wieder seinen Sitzplatz ein. Während des Auftritts präsentieren Models die Frühjahr- und Sommerkollektion 2008 von Williamson, der am Schluss des Musikvideos ebenfalls auf dem Laufsteg zu sehen ist. Später sagte er über den Auftritt von Prince: „Er wollte das unbedingt tun, und man sagt zu Prince nicht ‘Nein’“. Begleitsängerin Shelby J. (* 1972), die von 2006 bis 2014 Mitglied in The New Power Generation war, hat in Chelsea Rodgers ihren ersten und einzigen Auftritt in einem Prince-Musikvideo. Regisseur war erneut Phil Griffin. Chelsea Rodgers ist das neunte und letzte Musikvideo von Prince, das nicht in den USA produziert worden ist. Zuvor wurden America, Mountains, Girls & Boys (alle 1985 in Nizza), U Got the Look (1987 in Paris), The Continental (1992 in Tokio), Come On (1998 in London), Te Amo Coraón (2005 in Marrakesch) und Somewhere Here on Earth (2007 in Prag) in genannten Städten gedreht worden.
Vermutlich im Sommer 2008 wurde ein Musikvideo zu The One U Wanna C produziert. Dieses Video wurde anlässlich der Veröffentlichung des Prince-Buch 21 Nights im September 2008, also über ein Jahr nach dem Erscheinungsdatum von Planet Earth, herausgebracht. Im Video sind lediglich Fotos aus dem Buch aneinandergereiht, die Randee St. Nicholas gemacht hatte. Nach Prince’ Tod wurde am 6. Dezember 2018 ein bis dahin unveröffentlichtes Musikvideo von The One U Wanna C von The Prince Estate auf dem Prince-YouTube-Channel veröffentlicht. Das Video stammt aus dem Jahr 2007 und Prince trägt den Song gemeinsam mit The New Power Generation und The Twinz in seinem Paisley Park Studio vor. Zwischendurch sind Szenen von zwei fröhlichen jungen Frauen zu sehen, die sich darauf vorbereiten, auszugehen und sich Prince am Set anzuschließen. Im Schlafzimmer der beiden Frauen ist unter anderem das neonfarbige Herz zu sehen, das auch im Musikvideo zu 1999 aus dem Jahr 1982 als Requisite dient.

### Coverversionen
Lediglich eine Coverversion ist von den Songs zum Album Planet Earth bekannt. Das Stück Future Baby Mama nahm die norwegische Sängerin Isabel Ødegård (* 1975) neu auf und ist auf der auf 5.000 Einheiten limitierten Kompilation Shockadelica: 50th Anniversary Tribute to the Artist Known as Prince im Juni 2008 erschienen. Anlass war der 50. Geburtstag von Prince, weswegen norwegische Musiker insgesamt 81 Versionen zu 68 Prince-Songs auf fünf CDs neu interpretierten.

## Mitwirkende

### Musiker
Alle Songs wurden von Prince arrangiert, komponiert, produziert und vorgetragen. Zudem spielte er alle Musikinstrumente selbst ein. Folgende Personen ergänzten die Aufnahmen, wobei Prince in den Albumcredits nur die Namen der Musiker angab, aber nicht, in welchen Songs diese mitwirken:
- Bria Valente – Backing Vocals
- Christian Scott – Trompete
- Cora Coleman-Dunham – Schlagzeug
- Greg Boyer – Posaune
- Joshua Dunham – Bassgitarre
- Lee Hogans – Trompete
- Lisa Coleman – zusätzliche Keyboards
- Maceo Parker – Altsaxophon
- Marva King – Backing Vocals
- Michael Bland – Schlagzeug
- Mike Phillips – Saxophon
- Morris Hayes – Keyboard
- Renato Neto – Keyboard
- Sheila E. – Perkussion in Chelsea Rodgers[12]
- Shelby J. – Backing Vocals; Co-Leadsängerin in Chelsea Rodgers
- Sonny Thompson – E-Bass
- The Twinz (Maya & Nandy McClean) – Backing Vocals
- Wendy Melvoin – Akustische Gitarre und Mandoline

### Technisches Personal
- Prince – Mixing
- Afshin Shahidi – Fotografie
- Ashley Warren – Interaktives Albumdesign
- Eddy Schreyer – Mastering
- Ian Boxill (* 1967; † 2023) – Toningenieur-Assistenz
- Kevin “K.D” Davis – Toningenieur-Assistenz
- Morris Hayes – Programming vom Drumcomputer
- Randee St. Nicholas – Fotografie
- Sam Jennings – Artdirector, Logo-Design
- Virtual Images – Holografische-Kunst

## Tournee

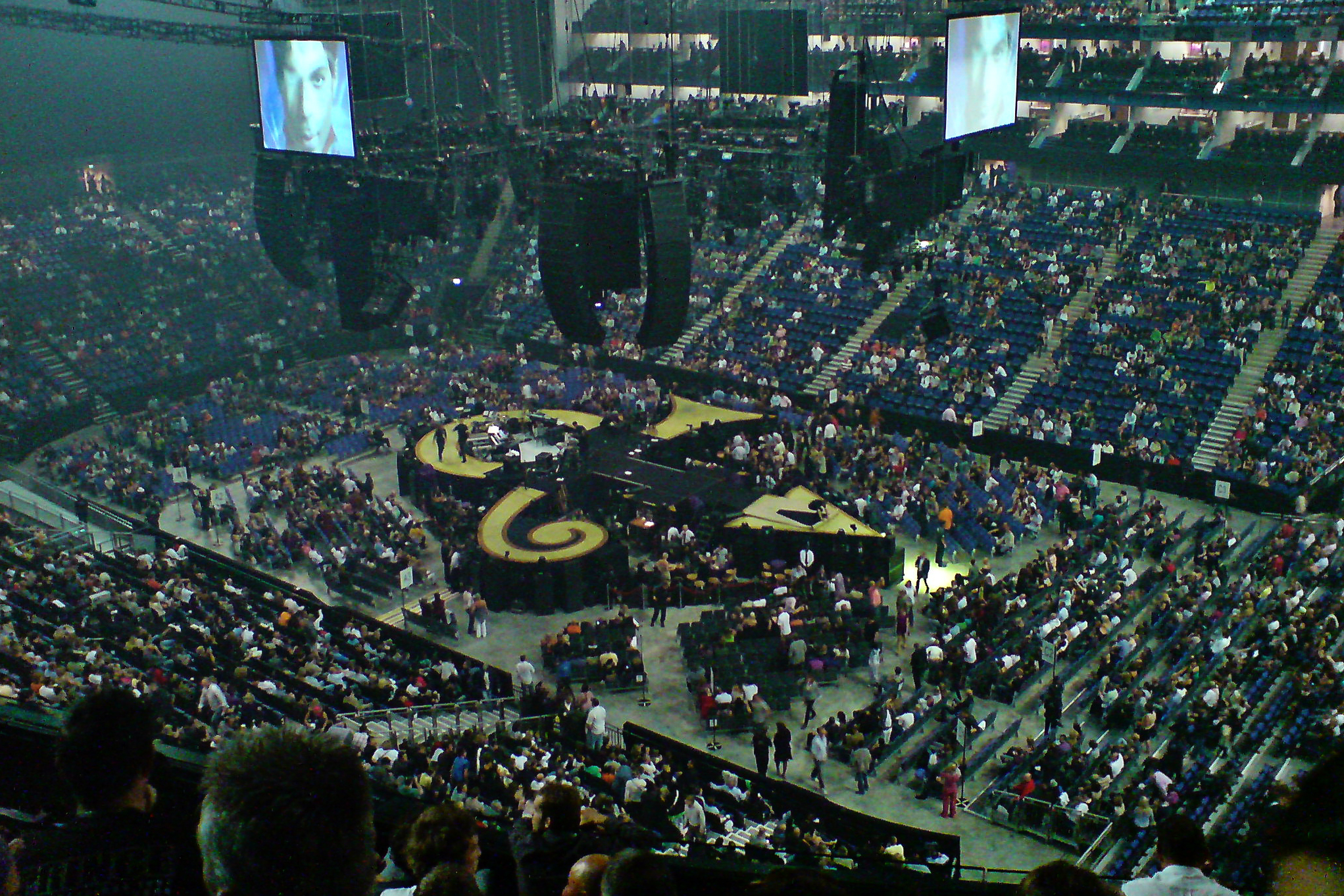
Prince’ Bühne bei seinen 21 Konzerten in der The O2 Arena im Jahr 2007

Vom 1. August bis zum 21. September 2007 gab Prince eine Konzertreihe von 21 Konzerten in der The O2 Arena in London und nannte die Tournee „21 Nights in London: The Earth Tour“. Die Konzerte waren mit insgesamt 352.000 Zuschauern alle ausverkauft und spielten 22 Millionen US-Dollar (damals 16,1 Millionen Euro) ein, womit er einen bis heute (2025) gültigen Rekord an ausverkauften Konzerten in der O2-Arena aufstellte. Zwar wurden im Jahr 2009 für Michael Jacksons Konzertreihe This Is It Karten für 50 ausverkaufte Konzerte in der The O2 Arena abgesetzt, doch Jackson starb überraschend im Juni 2009 und die Konzertreihe konnte nicht stattfinden.
Im Vorfeld kündigte Prince an, einige Konzerte mit Amy Winehouse absolvieren zu wollen. Da sie aber kurz zuvor eine Überdosis an Drogen eingenommen hatte, revidierte er seine Entscheidung.
Alle Konzertbesucher erhielten zu dem Ticket auch das Album Planet Earth. In Anlehnung an Prince’ Vorgängeralbum 3121 kostete ein Standardticket 31,21 britische Pfund, was damals 46 Euro entsprach. Abgesehen von diesen Konzertkarten waren auch teurere VIP-Tickets für 369 Euro erhältlich. Eine Besonderheit der Konzertreihe war, dass Prince jedes Konzert eine eigene Setlist individuell gestaltete, die er aus 150 Songs ausgewählt hatte, sodass die Konzertlänge zwischen 100 und 120 Minuten variierte.
Die Kritiken zur Tournee fielen überwiegend positiv aus; beispielsweise schrieb Simon Price von der The Independent on Sunday über den Tourauftakt am 1. August, es sei „das beste Konzert“, das er in seinem Leben gesehen habe. The Daily Telegraph ließ jedes Konzert von einem anderen Kolumnisten beschreiben; Ben Thompson meinte über das dritte Konzert am 4. August, die Konzertreihe diene Prince dazu, „sich für das neue Jahrhundert wieder mehr im Prince-Style zu konfigurieren, als jemals vorher.“

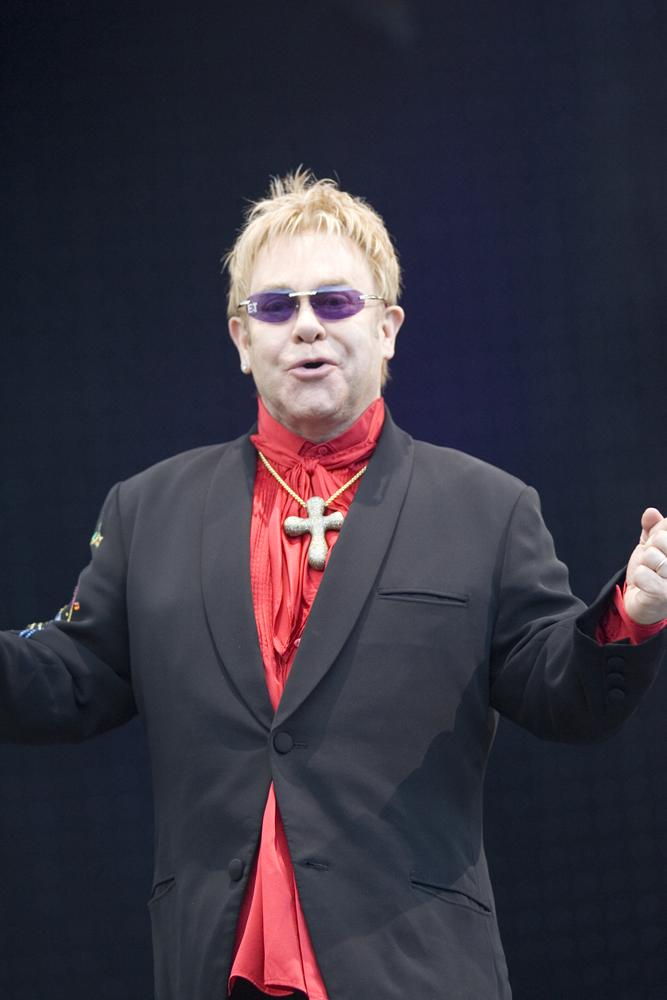
Elton John, 2008

Die Sängerin Sophie Ellis-Bextor, die ebenfalls als Gast-Kolumnistin für The Daily Telegraph tätig war, zeigte sich vom vierten Konzert am 7. August aber enttäuscht; Prince habe viele Songs gespielt, „die man nicht kennt, und noch schlimmer: er macht diese kleinen Medleys, wo er für 20 Minuten am Klavier sitzt und nur ein paar Takte von einem Hit anspielt, um dann sofort den nächsten Song zu spielen.“ The Mail on Sunday griff die Berichterstattung von Ellis-Bextor auf und hob hervor, Prince habe an diesem Abend Hits wie I Feel for You (1979), Controversy (1981), Little Red Corvette (1982), Raspberry Beret (1985), U Got the Look (1987), Alphabet St. (1988) und Cream (1991) gespielt.
Am 13. September 2007, dem 18. Konzert, trat Elton John als Gast bei Prince auf und sang den Song The Long and Winding Road von The Beatles aus dem Jahr 1969.
Prince’ Begleitband The New Power Generation bestand während der Konzertreihe aus folgenden zwölf Mitgliedern:
- Cora Coleman-Dunham – Schlagzeug
- Greg Boyer – Posaune
- Joshua Dunham – E-Bass
- Lee Hogans – Trompete
- Maceo Parker – Altsaxophon, Backing Vocals
- Marva King – Backing Vocals
- Mike Phillips – Backing Vocals, Saxophon, Vocoder
- Morris Hayes – Backing Vocals, Keyboard
- Renato Neto – Keyboard
- Shelby J. – Backing Vocals
- The Twinz (Maya McClean und ihre Zwillingsschwester Nandy McClean) – Backing Vocals, Tänzerinnen

## Aftershows
Prince spielte bei 13 der 21 Konzerte nach dem Hauptkonzert eine Aftershow, also ein weiteres Konzert nach Mitternacht. Die Aftershows wurden offiziell angekündigt und fanden im Musikklub indigO2 statt, der sich innerhalb der The O2 Arena befindet. Die Kapazität betrug ungefähr 2.500 Zuschauer. Der Eintritt kostete £25, was damals ungefähr 37 Euro entsprach und bei einigen Aftershows wirkten Beverley Knight (11. August 2007), Common (25. August 2007) und Amy Winehouse (22. September 2007) als musikalische Gäste mit.

## Rezensionen
Musikkritiker bewerteten Planet Earth überwiegend positiv, wobei Chelsea Rodgers oftmals als bester Song des Albums gelobt wurde. Die Website Metacritic errechnete eine Durchschnittsbewertung von 65 %, basierend auf 28 Rezensionen englischsprachiger Medien.
Alan Light von Spin zeigte sich begeistert und gab mit viereinhalb von fünf Sternen fast die Höchstanzahl. Planet Earth markiere „Prince’ Rückkehr in die Welt des Pop“. Vor allem aufgrund seines Gitarrenspiels wie im Titelstück und in Guitar befinde er sich mit dem Album „wieder auf dem Terrain eines sechssaitigen Superhelden“. Außerdem seien die zehn Albumsongs „auf eine Art und Weise konzentriert und verspielt“, die an frühere „Triumphe wie Parade“ aus dem 1986 erinnerten. „Am aufregendsten“ sei Chelsea Rodgers, und das „zuckersüße“ The One U Wanna C wirke „fröhlich und unwiderstehlich“, während All the Midnights in the World ein „Wunder an Prägnanz“ sei. „Punktabzug“ gebe es aber für „das Reimen von ‘baby mama’ auf ‘drama’“ im Stück Future Baby Mama sowie für den „eher leblosen Schlafzimmer-Rap“ in Mr. Goodnight. Doch davon abgesehen existierten „nur wenige Fehltritte“. Am schwierigsten sei es für Light gewesen, einen Künstler wie Prince „gerecht zu beurteilen“, weil dieser „schon vor langer Zeit bewiesen hat, dass seine Musik eine Kategorie für sich selbst ist“. Zwar höre man auf Planet Earth keine „lebensverändernden“ und „unsterblichen“ Songs wie Little Red Corvette (1982) oder Kiss (1986), aber es gebe auch keinen „anderen Musiker auf der Welt, der auch nur die Hälfte der Dinge auf diesem Album zustande“ bringen könne. Planet Earth sei ein „beständiger, erheiternder Gewinner unseres regierenden Genies“ und man solle „beten“, dass Prince „bald wieder auf Tournee“ gehe, zog Light als Fazit.
Stephen Thomas Erlewine von AllMusic verteilte dreieinhalb von fünf Sternen. Mit Planet Earth habe sich Prince „wieder in die Spur gebracht“ und versuche nicht, „Zugeständnisse an die zeitgenössische Musik zu machen, obwohl er sich durchaus mit der modernen Welt“ auseinandersetze, wie beispielsweise in den „neo-apokalyptischen Warnungen vor Zerstörung und Gott im Titeltrack oder in seinem beiläufigen Verweis auf ‘dieses digitale Zeitalter’ im süßen Slow-Jam“ Somewhere Here on Earth. Die Musik auf dem Album bezeichnete Erlewine insgesamt als „solide“ und „höchst unterhaltsam“. Zwar sei diese „nicht überraschend“ und „nicht modisch“, aber auch „nicht langweilig oder überladen“. Letztendlich „gibt es auch keine schlechten Songs“ und „keinen Schnickschnack“, aber „Klassiker“ oder „sogar Songs, die sofort ins Ohr gehen“, suche man vergeblich, meinte Erlewine.
Rob Sheffield vom US-Musikmagazin Rolling Stone gab ebenfalls dreieinhalb von fünf Sternen. Seiner Meinung nach sei Planet Earth eines dieser Alben, die Prince „macht, wenn er sich ein wenig mehr als sonst üblich“ anstrenge, wenn auch nicht „so hart, dass er sein Stammpublikum verprellt, das ihn dafür liebt, dass er sich selbst“ verwöhne. Das Titelstück und Lion of Judah setze „den Hard-Rock-Groove fort“, während Future Baby Mama und Somewhere Here on Earth Prince’ „sanfte R&B-Seite wieder aufleben“ lasse. In Guitar greife er „das Post-Punk-Revival“ auf.
Douglas Wolk von Pitchfork Media zeigte sich enttäuscht und gab nur 4,8 von zehn Punkten. Der größte Teil von Planet Earth sei „ein schlechter Prince aus dem Lehrbuch“; das Titelstück bezeichnete er als „ökologische Hymne, die so dämlich ist, dass die Rettung der Welt wie eine fragwürdige Idee“ klinge. Der letzte Song Resolution sei „eine Anti-Kriegs-Hymne, die so selbstgerecht ist, dass sie den Frieden selbstgefällig erscheinen“ lasse. Chelsea Rodgers beschrieb Wolk als „ein zusammenhangsloser, moralinsaurer Disco-Jam“, und Future Baby Mama als „langweiligen Slow-Jam“. Wenn Planet Earth Prince’ Debütalbum gewesen wäre, wäre es „wirklich vielversprechend“. Ein „Schlag gegen den richtigen Teil der Maschine, und sein nächstes Album könnte so heiß“ werden wie Mr. Goodnight, mutmaßte Wolk. Aber so wie das Album ist, habe sich Prince „in einer stilistischen Nische festgesetzt, die immer weniger Früchte“ trage. Es zeichne ihn jedoch aus, dass er „sich nie für lange Zeit irgendwo“ aufgehalten habe.
Tim Perlich vom kanadischen Now Magazine war sogar sehr enttäuscht und gab mit dem Buchstaben „N“ die schlechteste Note. Nach „dem kurzzeitig fesselnden, umweltbewussten Opener des Titeltracks“, wende sich Prince „wieder dem charakteristischen schnulzigen R&B“ zu; Balladen und „kitschige 80er-Jahre-Funk-Lite-Jams, die zusammengewürfelt werden wie eine weitere Tresorräumung von lahmen Session-Outtakes“. „Leider“ sei „diese Mülldeponie nicht biologisch abbaubar“. Zudem bezeichnete Perlich das Artwork der Covergestaltung als „kitschig“; außer „vielleicht Michael Jackson“ gebe es neben Prince nicht viele Künstler, die „das zusätzliche Geld für ein CD-Cover ausgeben würden“, das sie „in messianischer Pose in einer falschen 3D-Hülle“ zeige, die „aussieht wie etwas, das man in einer Packung Cracker Jacks“ finden würde.
Achim Erz von Stern.de verteilte keine Note, zeigte sich aber ebenfalls sehr enttäuscht. Er betitelte sein Albumreview mit der Überschrift „Vom Untergang einer Legende“ und war der Meinung, Planet Earth sei „nicht spannender als die wöchentliche Postwurfsendung vom Supermarkt um die Ecke“. Den „beschwingten Mitklatsch-Schlager“ The One U Wanna C bezeichnete er als Prince’ „Niedergang“, zudem höre man auf dem Album „die üblich quälend langweiligen Balladen“ im Prince-Stil. Chelsea Rodgers sei „der einzig wirkliche Lichtblick“. Doch „der Rest der CD ist nur Ausschuss vom großen Kuchen“, den Prince „uns – warum auch immer – noch vorenthält“.

## Kommerzieller Erfolg

### Chartplatzierungen
| ChartsChartplatzierungen       | Höchstplatzierung | Wochen |
| ------------------------------ | ----------------- | ------ |
| Deutschland (GfK)              | 7 (7 Wo.)         | 7      |
| Österreich (Ö3)                | 11 (6 Wo.)        | 6      |
| Schweiz (IFPI)                 | 1 (2) (10 Wo.)    | 10     |
| Vereinigtes Königreich (OCC)   | n.v. (n.v. Wo.)   | n.v.   |
| Vereinigte Staaten (Billboard) | 3 (10 Wo.)        | 10     |

| ChartsJahrescharts (2007) | Platzierung |
| ------------------------- | ----------- |
| Schweiz (IFPI)            | 67          |

Die Singleauskopplung Guitar wurde nicht weltweit veröffentlicht und erreichte beispielsweise Platz 13 in den Niederlanden, Platz 17 in Italien, Platz 63 in der Schweiz und Platz 81 im Vereinigten Königreich.

### Auszeichnungen für Musikverkäufe
Planet Earth wurde weltweit ungefähr vier Millionen Mal verkauft, inklusive der 2,9 Millionen CDs über The Mail on Sunday und der 352.000 CDs als Beigabe zum Konzertticket in London. In den USA wurden insgesamt etwa 298.000 Exemplare abgesetzt.
| Land/Region    | Auszeichnungen für Musikverkäufe (Land/Region, Auszeichnung, Verkäufe) | Verkäufe |
| -------------- | ---------------------------------------------------------------------- | -------- |
| Schweiz (IFPI) | Gold                                                                   | 15.000   |
| Insgesamt      | 1× Gold ·                                                              | 15.000   |

Hauptartikel: Prince/Auszeichnungen für Musikverkäufe

## Preise
Prince wurde für die Planet-Earth-Ära mit folgenden Auszeichnungen und Preisen geehrt:

### Minnesota Music Hall of Fame
- 2. November 2007: Aufnahme[51]

### Billboard Touring Awards
- 15. November 2007: Prince gewann bei den Billboard Touring Awards in der Kategorie „Top Boxscore“ für seine Tournee „21 Nights in London: The Earth Tour“.[51]

### Grammy Awards
- 10. Februar 2008: Future Baby Mama gewann bei den Grammy Awards 2008 in der Kategorie „Best Male R&B Vocal Performance“.[52] Zudem wurde Prince für das Stück The Song of the Heart aus dem Animationsfilm Happy Feet in der Kategorie „Best Song Written for a Motion Picture, Television or Other Visual Media“ nominiert, gewann aber nicht.